# LG 팝
LG 팝(LG Pop, LG GD510)은 LG전자가 2009년 10월에 출시한 휴대 전화기이다.